# Argulus chinensis
Argulus chinensis is een visluizensoort uit de familie van de Argulidae. De wetenschappelijke naam van de soort is voor het eerst geldig gepubliceerd in 1955 door Ku & Yang.